# Maplesville, Alabama
Maplesville là một thị trấn thuộc quận Chilton, tiểu bang Alabama, Hoa Kỳ. Dân số năm 2009 là 698 người, mật độ đạt 82 người/km².